# Belenköy, Kale
Belenköy là một xã thuộc huyện Kale, tỉnh Denizli, Thổ Nhĩ Kỳ. Dân số thời điểm năm 2010 là 264 người.